# Logierait
Logierait, schottisch-gälisch Lag an Ràtha, ist eine Ortschaft in der schottischen Council Area Perth and Kinross. Sie liegt in den Highlands im Zentrum Perth and Kinross’ in der traditionellen Grafschaft Perthshire rund 32 Kilometer nordwestlich von Perth. Logierait ist am Tay gelegen, in den östlich der Ortschaft der River Tummel einmündet.

## Geschichte
Die Ortsbezeichnung leitet sich aus dem Gälischen ab und bedeutet „Senke am Fort/an der Burg“. Sie beschreibt die Lage der Ortschaft unterhalb des Hillforts und späterer Festung Rath of Logierait. Diese zählte zu den beliebtesten Aufenthaltsorten verschiedener schottischer Könige, unter anderem Robert II. Logierait war das judikative Zentrum des Mormaertums beziehungsweise der späteren Grafschaft Atholl. Sitz der Earls und späteren Dukes of Atholl war jedoch Blair Castle, das rund 18 Kilometer nordwestlich gelegen ist. Die Halle von Logierait galt mit ihrer Länge von über 20 Metern als die edelste der Region. Todesurteil wurden auf dem nahegelegenen Galgenhügel vollstreckt; später an einer nahegelegenen 19 Meter hohen Esche mit einem zwölf Meter umfassenden Stamm. Rob Roy gelang ein Ausbruch aus dem örtlichen Gefängnis. Nach der Schlacht bei Prestonpans setzte Bonnie Prince Charlie rund 600 Gefangene in Logierait fest.
Lebten 1831 noch 3138 Personen in Logierait, so sank die Einwohnerzahl innerhalb von 50 Jahren auf 2323. 1961 wurden noch 104 Einwohner in Logierait gezählt.

## Verkehr
Die in Killin beginnende A827 bildet die Hauptstraße Logieraits. Nach der Querung des Tummel geht sie rund einen Kilometer östlich in der A9 (Polmont–Scrabster) auf.
Eine Kettenfähre über den Tay nahm 1824 den Betrieb auf. 1865 wurde eine Stichbahn nach Aberfeldy eröffnet, die durch Logierait führte. Die Ortschaft erhielt jedoch keinen Bahnhof. Die Strecke wurde 100 Jahre später aufgelassen. Sie querte den Tummel auf dem Ballinluig Viaduct, der nahe einer Straßenbrücke verlief. Nach Auflassung der Bahnstrecke, wurde zunächst der Viadukt als Straßenbrücke genutzt und die ehemalige Straßenbrücke zur Fußgängerbrücke herabgestuft, bevor der Viadukt abgetragen und 1981 durch eine neue Straßenbrücke ersetzt wurde. Westlich der Ortschaft überspannt der Logierait Viaduct den Tay. Ungleich dem Ballinlluig Viaduct ist er als Zeugnis der Bahnstrecke erhalten geblieben und als Denkmal der höchsten schottischen Kategorie A eingestuft.

## Söhne und Töchter der Ortschaft
- Adam Ferguson (1723–1816), Historiker und Schlüsselfigur der schottischen Aufklärung
- Alexander Mackenzie (1822–1892), Premierminister von Kanada